# Osiedle Mikołaja Reja (Hajnówka)
Osiedle Mikołaja Reja – osiedle Hajnówki powstałe w latach 70. XX wieku.

## Historia

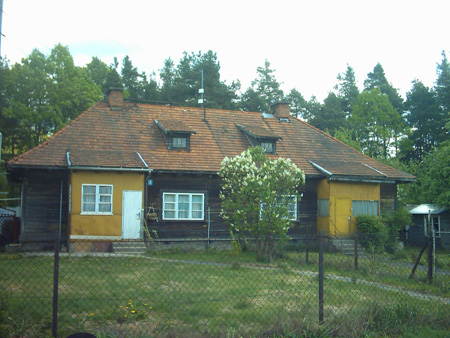
Czworaki - ostatni zachowany w prawie niezmienionej formie budynek z lat 30. XX w.

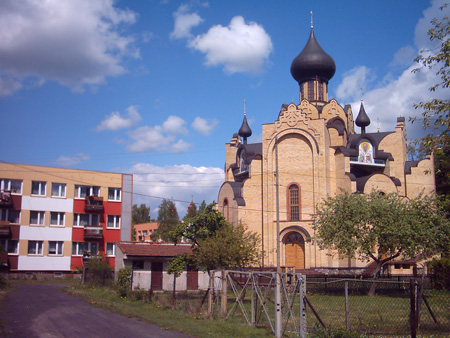
Cerkiew Narodzenia Świętego Jana Chrzciciela

Osiedle powstało na obszarze części dawnego osiedla robotniczego – Czworaki wybudowanego w latach 30 XX wieku przez Zakłady Drzewne. Zamieszkiwała w nich wyższa kadra robotnicza i techniczna. Kilkanaście domów pozostało do dziś. Pierwsze bloki (Reja 1a i Reja 3a oraz 3 Maja 58 i 3 Maja 60) powstały na początku lat 70 XX wieku. Dzisiejszy obszar osiedla został ustalony w drugiej połowie tej dekady, kiedy wybudowano osiem bloków z wielkiej płyty po obu stronach ulicy Reja. Na terenie osiedla obok cmentarza prawosławnego w roku 1995 wybudowano Cerkiew Narodzenia św. Jana Chrzciciela.

## Ulice
3 Maja, Armii Krajowej, Marszałka J. Piłsudskiego, M. Reja